# Whatever It Takes
Singles de Imagine Dragons
Thunder
(2017) Next to Me
(2018)
Pistes de Evolve
I Don't Know Why Believer
Whatever It Takes est une chanson du groupe de rock américain Imagine Dragons, sortie le 8 mai 2017 en tant que single promotionnel par KIDinaKORNER et Interscope. Il est ensuite devenu le troisième single du troisième album studio du groupe Evolve le 6 octobre 2017. C'est également le thème officiel de l'évènement Battleground de WWE en plus de son inclusion dans le jeu vidéo Madden NFL 18. La chanson a été diffusée sur les radios hit contemporain à partir du 13 février 2018.

## Historique
La chanson a été annoncée avec le nom et le design de l'album Evolve sur Twitter le 9 mai 2017.
En octobre 2017, le groupe a interprété la chanson au Late Night with Seth Meyers.
En février 2018, Imagine Dragons a demandé aux organisateurs de la conférence pour le parti républicain (Conservative Political Action Conference) d'arrêter d'utiliser Whatever It Takes comme chanson sur le site de la conférence,.
Le 30 mai 2018, Imagine Dragons a joué la chanson en live avant le jeu 2 des finales de la Coupe Stanley 2018 à la T-Mobile Arena dans leur ville d'origine Las Vegas.

## Clip vidéo
Un clip vidéo pour la chanson est sorti en octobre 2017. Il a été réalisé par Matt Eastin et Aaron Hymes. Matt Eastin avait déjà réalisé les clips de On Top of the World, Roots et Believer. Le clip commence avec le chanteur Dan Reynolds qui nage à travers une pièce remplie d'eau. Vient ensuite une scène dans laquelle Dan Reynols et le groupe joue dans cette même pièce mais sans eau. Alors qu'ils interprètent le refrain, le toit s'effrite et la pluie commence à s'infiltrer progressivement. Tout au long de la vidéo l'infiltration se poursuit et la pièce finit par être remplie complètement d'eau.
Cependant, le groupe joue toujours. Tandis que Dan Reynolds chante, des objets tels que des gants de boxe et des clés flottent autour de lui ainsi que deux personnes ressemblant à des sirènes. Avant le refrain final, la musique s'arrête et le groupe flotte inerte à la surface de l'eau. Quand la musique recommence, la scène change complètement tandis que la pièce n'est plus sous l'eau mais en feu avec le groupe jouant la chanson. Le clip se termine avec tout en feu et la musique s'arrête.
Le clip a gagné l'award de la meilleure vidéo rock aux MTV Video Music Awards en 2018.

## Réception critique
The Guardian écrit que « Whatever It Takes [a été] écrite avec en tête une collection de temps fort de sports ("J'aime l'adrénaline qui coule dans mes veines", lance le chanteur Dan Reynolds, avant que le refrain devenu obligatoire par les classements pop composé de "woah-ohs" ne démarre.) »

## Performance commerciale
Le 19 mai 2018, la chanson a culminé à la 12e place du Billboard Hot 100 aux États-Unis,.
En France, la chanson a culminé à la 37e position.

## Utilisation dans les médias
Whatever It Takes a été utilisé dans l'épisode L'Heure du choix, premier épisode de la saison 7 de la série Suits : Avocats sur mesure.
La chanson est également le thème officiel de l'évènement Battleground de WWE.
De plus, la chanson participe à la bande son du jeu vidéo Madden NFL 18.
En février 2018, Imagine Dragons a demandé à la Conférence d'action politique conservatrice de cesser d'utiliser « Whatever It Takes » sur son site web,.
L'équipe du Jazz de l'Utah de la National Basketball Association (NBA) joue fréquemment la chanson avant le coup d'envoi de chaque match à domicile au Delta Center de Salt Lake City, dans l'Utah.

## Liste des pistes
| 1. | Whatever It Takes | 3:21 |

| 1. | Whatever It Takes        | 3:22 |
| 2. | Thunder (Remix officiel) | 3:17 |

## Classements
| Classement (2017–18)                       | Meilleure position |
| ------------------------------------------ | ------------------ |
| Argentine Anglo (Monitor Latino)           | 16                 |
| Australie (ARIA)                           | 34                 |
| Autriche (Ö3 Austria Top 40)               | 8                  |
| Belgique (Flandre Ultratop 50 Singles)     | 9                  |
| Belgique (Wallonie Ultratop 50 Singles)    | 8                  |
| Canada (Hot 100)                           | 26                 |
| Communauté des États indépendants (Tophit) | 1                  |
| Tchéquie (IFPI Rádio)                      | 4                  |
| Tchéquie (IFPI Singles Digitál)            | 7                  |
| France (SNEP)                              | 37                 |
| France (SNEP Ventes)                       | 13                 |
| Allemagne (Media Control AG)               | 7                  |
| Hongrie (Rádiós Top 40)                    | 13                 |
| Hongrie (Stream Top 40)                    | 24                 |
| Irlande (IRMA)                             | 86                 |
| Italie (FIMI)                              | 9                  |
| Liban (Lebanese Top 20)                    | 15                 |
| Pays-Bas (Nederlandse Top 40)              | 11                 |
| Pays-Bas (Single Top 100)                  | 40                 |
| Nouvelle-Zélande Heatseekers (RMNZ)        | 5                  |
| Pologne (ZPAV)                             | 3                  |
| Portugal (AFP)                             | 48                 |
| Russie Airplay (Tophit)                    | 1                  |
| Écosse (OCC)                               | 61                 |
| Slovaquie (IFPI Rádio)                     | 1                  |
| Slovaquie (Singles Digitál Top 100)]       | 21                 |
| Slovénie (SloTop50)                        | 5                  |
| Suède (Sverigetopplistan)                  | 85                 |
| Suisse (Schweizer Hitparade)               | 6                  |
| Royaume-Uni (UK Singles Chart)             | 93                 |
| Ukraine (Tophit)]                          | 1                  |
| États-Unis (Hot 100)                       | 12                 |
| États-Unis (Adult Contemporary)            | 14                 |
| États-Unis (Adult Pop Songs)               | 1                  |
| États-Unis (Pop Airplay)                   | 3                  |
| États-Unis (Hot Rock Songs)                | 1                  |
| États-Unis (Rock Airplay)                  | 1                  |

| Classement (2017)                  | Position |
| ---------------------------------- | -------- |
| Allemagne (Official German Charts) | 95       |
| Hongrie (Single Top 40)            | 98       |

| Classement (2018)                          | Position |
| ------------------------------------------ | -------- |
| Belgique (Ultratop Flandre)                | 39       |
| Belgique (Ultratop Wallonia)               | 63       |
| Canada (Canadian Hot 100)                  | 38       |
| Communauté des États indépendants (Tophit) | 15       |
| Allemagne (Official German Charts)         | 86       |
| Israël (Galgalatz)                         | 12       |
| Italie (FIMI)                              | 56       |
| Pays-Bas (Dutch Top 40)                    | 97       |
| Russie (Tophit)                            | 15       |
| Slovénie (SloTop50)                        | 14       |
| Suisse (Schweizer Hitparade)               | 23       |
| États-Unis Billboard Hot 100               | 37       |
| États-Unis Mainstream Top 40 (Billboard)   | 31       |

## Certifications
| Région | Certification | Ventes/Streams |
| --- | ------------- | -------------- |
| Australie (ARIA) | Platine       | 70 000^        |
| Autriche (IFPI) | Platine       | 0x             |
| Belgique (BEA) | Or            | 0*             |
| Brésil (ABPD) | 2 × Platine   | 80,000*        |
| Canada (Music Canada) | 2 × Platine   | 80 000^        |
| France (SNEP) | Platine       | 150,000*       |
| Allemagne (BM) | Platine       | 0^             |
| Italie (FIMI) | 2 × Platine   | 0‡             |
| Norvège (IFPI) | Or            | 5 000*         |
| États-Unis (RIAA) | 2 × Platine   | 1,000,000      |
| *Ventes selon la certification ^Mise en rayon selon la certification xNon précisé par la certification ‡ventes/streaming selon la certification |               |                |

## Historique de sortie
| Région        | Date             | Format                        | Label                       | Réf.   |
| ------------- | ---------------- | ----------------------------- | --------------------------- | ------ |
| International | May 8, 2017      | Téléchargement digital        | - KIDinaKORNER - Interscope | [ 16 ] |
| Royaume-Uni   | 6 octobre 2017   | Radio hit contemporain        | - KIDinaKORNER - Interscope | [ 78 ] |
| Royaume-Uni   | 20 octobre 2017  | Téléchargement digital        | - KIDinaKORNER - Interscope | [ 79 ] |
| États-Unis    | 14 novembre 2017 | Radio adulte album alternatif | - KIDinaKORNER - Interscope | [ 80 ] |
| Allemagne     | 17 novembre 2017 | CD                            | - Interscope - Universal    | [ 81 ] |
| États-Unis    | 5 décembre 2017  | Radio rock alternatif         | - Kidinakorner - Interscope | [ 82 ] |
| États-Unis    | 13 février 2018  | Radio hit contemporain        | - Kidinakorner - Interscope | [ 83 ] |

## Source
- (en) Cet article est partiellement ou en totalité issu de l’article de Wikipédia en anglais intitulé « Whatever It Takes (Imagine Dragons song) » (voir la liste des auteurs).